# Babka (rejon włodzimierzecki)
Babka (ukr. Бабка) – wieś na Ukrainie w rejonie włodzimierzeckim, obwodu rówieńskiego, leżąca nad rzeką Styr. W okresie międzywojennym wieś należała do gminy Rafałówka w powiecie sarneńskim, w województwie poleskim.